# عزبة بلتاجي عمر
عزبة بلتاجي عمر تتبع مركز ومدينة طنطا عاصمة محافظة الغربية، وهي قرية متوسطة من حيث المساحة وعدد السكان إذ تبلغ مساحتها حوالي 0.2 كم2 يخترقها شارع رئيسي ممتد من ترعة الجعفرية على حدود عزبة القبطان واضعا بذلك الحدود بين مركز طنطا ومركز بسيون متجها إلى وسط العزبة. يبلغ عدد سكانها حوالى 1,200 نسمة يعمل معظمهم بالزراعة، خاصة زراعة البطاطا والأرز وتعتبر من القرى الصغيرة في جمهورية مصر العربية. يرجع تاريخ تأسيس القرية إلى الجد الأكبر «بلتاجي عمر».